# Докшицкий уезд
До́кшицкий уе́зд — административная единица в составе Минской губернии Российской империи, существовавшая в 1793—1797 годах. Центр — местечко (с 1795 года город) Докшицы.

## Административное деление
В состав уезда входили следующие наиболее значительные населённые пункты - местечки; Березино, Гайна, Долгиново, Илья, Логойск, Плещеницы. Сёла — Бегомль, Небышино.

## История
В начале 1793 года, после (2-го раздела) Речи Посполитой Докшицкие земли вошли в состав Российской империи. Вместо воеводств была образована Минская губерния с рядом уездов, среди которых в мае 1793 года был образован и Докшицкий уезд. В 1795 году Докшицы получили статус города, а с 21 января 1796 года — герб, однако в 1797 году уезд был упразднён, а его территория была поделена между соседними Борисовским и Вилейским уездами, а город вновь стал местечком.